# Liga de Voleibol Superior Femenino 2014
La Liga de Voleibol Superior Femenino 2014 si è svolta dal 25 gennaio al 13 maggio 2014: al torneo hanno partecipato 8 franchigie portoricane e la vittoria finale è andata per la nona volta alle Criollas de Caguas.

## Regolamento
Le squadre hanno disputato un girone all'italiana, sfidando ogni avversaria tre volte, per un totale di ventuno incontri; al termine della regular season:
- Le prime sei classificate hanno acceduto ai play-off scudetto, strutturati in quarti di finale, con due gironi all'italiana con gare di andata e ritorno, semifinali e finale al meglio delle sette gare, con incroci basati sul piazzamento in stagione regolare col metodo della serpentina.

### Criteri di classifica
Se il risultato finale è stato di 3-0 o 3-1 sono stati assegnati 3 punti alla squadra vincente e 0 a quella sconfitta, se il risultato finale è stato di 3-2 sono stati assegnati 2 punti alla squadra vincente e 1 a quella sconfitta.
L'ordine del posizionamento in classifica è stato definito in base a:
- Punti;
- Numero di partite vinte;
- Ratio dei set vinti/persi;
- Ratio dei punti realizzati/subiti.

## Squadre partecipanti
Al campionato di Liga de Voleibol Superior Femenino 2014 hanno partecipato otto franchigie; due franchigie aventi diritto, le Pinkin de Corozal e le Vaqueras de Bayamón, hanno scelto di saltare la stagione.
| Club                  | Stagione | Città    | Impianto                         | Stagione precedente                            |
| --------------------- | -------- | -------- | -------------------------------- | ---------------------------------------------- |
| Criollas de Caguas    | dettagli | Caguas   | Coliseo Héctor Solá Bezares      | 3ª in LVSF; Semifinale play-off scudetto       |
| Gigantes de Carolina  | dettagli | Carolina | Coliseo Guillermo Angulo         | 9ª in LVSF                                     |
| Indias de Mayagüez    | dettagli | Mayagüez | Palacio de Recreación y Deportes | 4ª in LVSF; Campionesse di Porto Rico          |
| Lancheras de Cataño   | dettagli | Cataño   | Coliseo Cosme Beitia Sálamo      | 1ª in LVSF; Quarti di finale play-off scudetto |
| Leonas de Ponce       | dettagli | Ponce    | Coliseo Salvador Dijols          | 2ª in LVSF; Semifinale play-off scudetto       |
| Mets de Guaynabo      | dettagli | Guaynabo | Coliseo Mario Morales            | 6ª in LVSF; Quarti di finale play-off scudetto |
| Orientales de Humacao | dettagli | Humacao  | Complejo Deportivo Emilio Huyke  | 7ª in LVSF; Quarti di finale play-off scudetto |
| Valencianas de Juncos | dettagli | Juncos   | Coliseo Rafael Amalbert          | 10ª in LVSF                                    |

## Torneo

### Regular season

#### Risultati
| Risultati Regular season |                     |     |                                   |
|                          |                     |     |                                   |
| 25-01                    | Mayagüez - Carolina | 1-3 | 25-22, 19-25, 15-25, 17-25        |
| 25-01                    | Ponce - Guaynabo    | 3-1 | 25-22, 23-25, 25-20, 26-24        |
| 26-01                    | Cataño - Juncos     | 3-0 | 25-21, 25-20, 25-22               |
| 26-01                    | Humacao - Caguas    | 1-3 | 17-25, 16-25, 25-20, 28-30        |
| 30-01                    | Humacao - Ponce     | 2-3 | 27-25, 12-25, 25-18, 22-25, 6-15  |
| 30-01                    | Caguas - Carolina   | 3-0 | 25-18, 25-20, 25-16               |
| 31-01                    | Juncos - Mayagüez   | 1-3 | 16-25, 25-18, 21-25, 22-25        |
| 31-01                    | Cataño - Guaynabo   | 2-3 | 23-25, 21-25, 25-22, 25-22, 13-15 |
| 01-02                    | Carolina - Humacao  | 3-1 | 25-21, 13-25, 25-19, 25-16        |
| 01-02                    | Ponce - Caguas      | 3-1 | 21-25, 25-18, 25-17, 26-24        |
| 02-02                    | Mayagüez - Cataño   | 3-1 | 25-23, 14-25, 25-19, 25-19        |
| 02-02                    | Guaynabo - Juncos   | 1-3 | 15-25, 22-25, 25-12, 23-25        |
| 06-02                    | Juncos - Humacao    | 3-1 | 23-25, 25-20, 25-18, 25-21        |
| 06-02                    | Caguas - Cataño     | 3-1 | 25-22, 25-23, 21-25, 25-23        |
| 07-02                    | Carolina - Ponce    | 3-1 | 25-21, 25-22, 21-25, 25-8         |
| 07-02                    | Mayagüez - Guaynabo | 3-0 | 25-21, 25-18, 25-22               |
| 08-02                    | Juncos - Caguas     | 0-3 | 19-25, 20-25, 17-25               |
| 08-02                    | Cataño - Humacao    | 2-3 | 25-22, 23-25, 19-25, 25-14, 12-15 |
| 09-02                    | Ponce - Mayagüez    | 3-0 | 25-16, 19-25, 21-25               |
| 09-02                    | Guaynabo - Carolina | 1-3 | 17-25, 12-25, 27-25, 18-25        |
| 13-02                    | Ponce - Juncos      | 3-0 | 25-22, 25-21, 25-17               |
| 13-02                    | Carolina - Cataño   | 0-3 | 15-25, 20-25, 20-25               |
| 14-02                    | Caguas - Guaynabo   | 0-3 | 22-25, 18-25, 25-27               |
| 14-02                    | Humacao - Mayagüez  | 3-1 | 25-20, 22-25, 25-21, 25-23        |
| 15-02                    | Cataño - Ponce      | 0-3 | 19-25, 17-25, 19-25               |
| 15-02                    | Juncos - Carolina   | 1-3 | 22-25, 25-23, 18-25, 14-25        |
| 16-02                    | Guaynabo - Humacao  | 0-3 | 23-25, 26-28, 25-27               |
| 16-02                    | Mayagüez - Caguas   | 3-1 | 25-16, 24-26, 17-25, 18-25        |
| 20-02                    | Ponce - Humacao     | 3-0 | 25-17, 25-19, 25-16               |
| 20-02                    | Carolina - Caguas   | 3-1 | 25-23, 21-25, 25-21, 25-23        |
| 21-02                    | Mayagüez - Juncos   | 3-0 | 25-14, 25-23, 16-25               |
| 21-02                    | Guaynabo - Cataño   | 3-2 | 25-23, 25-19, 22-25, 23-25, 16-14 |
| 22-02                    | Humacao - Carolina  | 1-3 | 25-19, 22-25, 15-25, 20-25        |
| 22-02                    | Caguas - Ponce      | 3-1 | 27-25, 25-20, 22-25, 25-18        |
| 23-02                    | Cataño - Mayagüez   | 3-1 | 25-20, 25-15, 22-25, 25-20        |
| 23-02                    | Juncos - Guaynabo   | 3-0 | 25-17, 23-25, 25-17               |
| 27-02                    | Juncos - Humacao    | 1-3 | 22-25, 25-20, 17-25, 15-25        |
| 27-02                    | Cataño - Caguas     | 0-3 | 19-25, 20-25, 17-25               |
| 28-02                    | Ponce - Carolina    | 3-2 | 25-19, 25-22, 20-25, 17-25, 15-13 |
| 28-02                    | Guaynabo - Mayagüez | 2-3 | 20-25, 25-16, 14-25, 25-19, 7-15  |
| 01-03                    | Caguas - Juncos     | 3-0 | 25-23, 25-18, 25-15               |
| 01-03                    | Humacao - Cataño    | 3-0 | 28-26, 25-20, 25-18               |

| Risultati regular season |                     |     |                                   |
|                          |                     |     |                                   |
| 02-03                    | Mayagüez - Ponce    | 3-2 | 20-25, 22-25, 25-18, 25-20, 15-9  |
| 02-03                    | Carolina - Guaynabo | 2-3 | 25-19, 21-25, 16-25, 21-10, 9-15  |
| 06-03                    | Ponce - Cataño      | 3-0 | 25-21, 25-13, 27-25               |
| 06-03                    | Carolina - Juncos   | 3-0 | 25-22, 25-21, 25-22               |
| 07-03                    | Guaynabo - Caguas   | 1-3 | 23-25, 25-18, 15-25, 25-23        |
| 07-03                    | Mayagüez - Humacao  | 3-0 | 28-26, 25-15, 25-20               |
| 08-03                    | Juncos - Ponce      | 0-3 | 22-25, 21-25, 12-25               |
| 08-03                    | Cataño - Carolina   | 3-0 | 25-21, 25-23, 25-21               |
| 09-03                    | Humacao - Guaynabo  | 3-2 | 21-25, 19-25, 25-13, 25-22, 7-15  |
| 09-03                    | Caguas - Mayagüez   | 3-0 | 25-20, 25-23, 25-19               |
| 13-03                    | Mayagüez - Carolina | 3-0 | 25-13, 25-23, 30-28               |
| 13-03                    | Guaynabo - Ponce    | 3-2 | 25-23, 25-16, 18-25, 25-27, 15-12 |
| 14-03                    | Cataño - Juncos     | 3-1 | 25-16, 25-16, 22-25, 25-15        |
| 14-03                    | Caguas - Humacao    | 2-3 | 19-25, 25-16, 17-25, 27-29, 15-17 |
| 15-03                    | Carolina - Mayagüez | 0-3 | 20-25, 25-27, 18-25               |
| 15-03                    | Ponce - Guaynabo    | 1-3 | 27-25, 17-25, 16-25, 18-25        |
| 16-03                    | Juncos - Cataño     | 3-0 | 25-20, 25-19, 25-23               |
| 16-03                    | Humacao - Caguas    | 0-3 | 21-25, 23-25, 20-25               |
| 20-03                    | Humacao - Ponce     | 1-3 | 16-25, 25-16, 20-25, 23-25        |
| 20-03                    | Caguas - Carolina   | 3-2 | 25-19, 12-25, 25-21, 22-25, 15-13 |
| 21-03                    | Juncos - Mayagüez   | 0-3 | 22-25, 22-25, 19-25               |
| 21-03                    | Cataño - Guaynabo   | 3-1 | 25-16, 35-33, 25-27, 25-18        |
| 22-03                    | Carolina - Humacao  | 3-1 | 25-18, 25-14, 17-25, 25-22        |
| 22-03                    | Ponce - Caguas      | 3-1 | 19-25, 25-20, 25-20, 25-17        |
| 23-03                    | Mayagüez - Cataño   | 3-0 | 25-19, 25-23, 25-22               |
| 23-03                    | Guaynabo - Juncos   | 3-0 | 25-13 25-23, 25-21                |
| 27-03                    | Juncos - Caguas     | 1-3 | 21-25, 12-25, 22-25, 15-25        |
| 27-03                    | Cataño - Humacao    | 1-3 | 25-23, 18-25, 21-25, 15-25        |
| 28-03                    | Carolina - Ponce    | 3-2 | 18-25, 25-17, 25-18, 18-25, 15-10 |
| 28-03                    | Guaynabo - Mayagüez | 1-3 | 25-20, 16-25, 18-25, 21-25        |
| 29-03                    | Humacao - Juncos    | 3-2 | 25-18, 22-25, 25-13, 24-26, 15-8  |
| 29-03                    | Caguas - Cataño     | 3-0 | 25-15, 25-22, 25-16               |
| 30-03                    | Ponce - Mayagüez    | 3-0 | 25-21, 27-25, 25-17               |
| 30-03                    | Guaynabo - Carolina | 1-3 | 19-25, 23-25, 25-23, 22-25        |
| 03-04                    | Ponce - Juncos      | 3-0 | 25-18, 25-21, 25-18               |
| 03-04                    | Carolina - Cataño   | 3-1 | 20-25, 25-23, 25-21, 25-13        |
| 04-04                    | Caguas - Guaynabo   | 3-0 | 25-16, 25-18, 25-22               |
| 04-04                    | Humacao - Mayagüez  | 3-0 | 25-18, 27-25, 30-28               |
| 05-04                    | Cataño - Ponce      | 0-3 | 21-25, 23-25, 14-25               |
| 05-04                    | Carolina - Juncos   | 3-1 | 25-19, 25-22, 22-25, 25-17        |
| 06-04                    | Guaynabo - Humacao  | 0-3 | 23-25, 13-25, 27-29               |
| 06-04                    | Mayagüez - Caguas   | 0-3 | 18-25, 23-25, 23-25               |

#### Classifica
| Pos. | Squadra               | Pt | G  | V  | P  | SV | SP | Ratio | PF   | PS   | Ratio |
| ---- | --------------------- | -- | -- | -- | -- | -- | -- | ----- | ---- | ---- | ----- |
| 1    | Leonas de Ponce       | 46 | 21 | 15 | 6  | 54 | 26 | 2.077 | 1807 | 1663 | 1.087 |
| 2    | Criollas de Caguas    | 45 | 21 | 15 | 6  | 51 | 25 | 1.684 | 1771 | 1617 | 1.075 |
| 3    | Gigantes de Carolina  | 41 | 21 | 13 | 8  | 45 | 37 | 1.216 | 1835 | 1740 | 1.055 |
| 4    | Indias de Mayagüez    | 31 | 21 | 11 | 10 | 36 | 36 | 1.000 | 1491 | 1606 | 0.928 |
| 5    | Orientales de Humacao | 30 | 21 | 11 | 10 | 41 | 41 | 1.000 | 1801 | 1809 | 0.996 |
| 6    | Lancheras de Cataño   | 24 | 21 | 7  | 14 | 30 | 45 | 0.667 | 1646 | 1644 | 1.001 |
| 7    | Mets de Guaynabo      | 19 | 21 | 7  | 14 | 32 | 51 | 0.627 | 1777 | 1887 | 0.942 |
| 8    | Valencianas de Juncos | 16 | 21 | 5  | 16 | 22 | 50 | 0.440 | 1471 | 1633 | 0.901 |

      Qualificata ai quarti di finale.

### Play-off scudetto

#### Quarti di finale

##### Girone A

###### Risultati
| Gara 1 |                |     |                            |
|        |                |     |                            |
| 09-04  | Ponce - Cataño | 3-1 | 28-30, 25-14, 25-23, 25-18 |

| Gara 2 |                   |     |                     |
|        |                   |     |                     |
| 10-04  | Carolina - Cataño | 3-0 | 25-15, 25-23, 25-16 |

| Gara 3 |                  |     |                            |
|        |                  |     |                            |
| 12-04  | Ponce - Carolina | 3-1 | 26-24, 20-25, 25-21, 25-23 |

| Gara 4 |                |     |                                  |
|        |                |     |                                  |
| 13-04  | Cataño - Ponce | 2-3 | 20-25, 20-25, 25-21, 20-25, 8-15 |

| Gara 5 |                   |     |                     |
|        |                   |     |                     |
| 15-04  | Cataño - Carolina | 0-3 | 21-25, 20-25, 11-25 |

| Gara 6 |                  |     |                                  |
|        |                  |     |                                  |
| 16-04  | Carolina - Ponce | 2-3 | 25-18, 25-20, 23-25, 21-25, 9-15 |

###### Classifica
| Pos. | Squadra              | Pt | G | V | P | SV | SP | Ratio | PF  | PS  | Ratio |
| ---- | -------------------- | -- | - | - | - | -- | -- | ----- | --- | --- | ----- |
| 1    | Leonas de Ponce      | 8  | 4 | 4 | 0 | 12 | 6  | 2,000 | 408 | 379 | 1,077 |
| 2    | Gigantes de Carolina | 4  | 4 | 2 | 2 | 9  | 6  | 1,500 | 346 | 305 | 1,134 |
| 3    | Lancheras de Cataño  | 0  | 4 | 0 | 4 | 3  | 12 | 0,250 | 289 | 359 | 0,805 |

      Qualificata alle semifinali.

##### Girone B

###### Risultati
| Gara 1 |                  |     |                     |
|        |                  |     |                     |
| 08-04  | Humacao - Caguas | 0-3 | 23-25, 25-27, 22-25 |

| Gara 2 |                    |     |                            |
|        |                    |     |                            |
| 09-04  | Mayagüez - Humacao | 1-3 | 22-25, 18-25, 25-18, 19-25 |

| Gara 3 |                   |     |                                   |
|        |                   |     |                                   |
| 11-04  | Caguas - Mayagüez | 2-3 | 19-25, 25-17, 25-18, 23-25, 14-16 |

| Gara 4 |                  |     |                     |
|        |                  |     |                     |
| 12-04  | Caguas - Humacao | 3-0 | 25-15, 25-15, 25-17 |

| Gara 5 |                    |     |                                  |
|        |                    |     |                                  |
| 14-04  | Humacao - Mayagüez | 2-3 | 20-25, 25-22, 23-25, 25-22, 7-15 |

| Gara 6 |                   |     |                            |
|        |                   |     |                            |
| 15-04  | Mayagüez - Caguas | 1-3 | 25-17, 27-29, 23-25, 20-25 |

##### Classifica
| Pos. | Squadra               | Pt | G | V | P | SV | SP | Ratio | PF  | PS  | Ratio |
| ---- | --------------------- | -- | - | - | - | -- | -- | ----- | --- | --- | ----- |
| 1    | Criollas de Caguas    | 6  | 4 | 3 | 1 | 11 | 4  | 2,750 | 354 | 313 | 1,131 |
| 2    | Indias de Mayagüez    | 4  | 4 | 2 | 2 | 8  | 10 | 0,800 | 389 | 395 | 0,985 |
| 3    | Orientales de Humacao | 2  | 4 | 1 | 3 | 5  | 10 | 0,500 | 310 | 345 | 0,899 |

      Qualificata alle semifinali.

#### Semifinali
| Gara 1 |                   |     |                            |
|        |                   |     |                            |
| 19-04  | Ponce - Mayagüez  | 3-1 | 25-23, 24-26, 28-26, 25-21 |
| 20-04  | Caguas - Carolina | 3-1 | 25-21, 25-21, 15-25, 25-18 |

| Gara 2 |                   |     |                                  |
|        |                   |     |                                  |
| 21-04  | Mayagüez - Ponce  | 1-3 | 21-25, 16-25, 27-25, 16-25       |
| 22-04  | Carolina - Caguas | 2-3 | 25-27, 25-23, 25-18, 14-25, 9-15 |

| Gara 3 |                   |     |                                   |
|        |                   |     |                                   |
| 23-04  | Ponce - Mayagüez  | 3-2 | 24-26, 25-18, 25-23, 20-25, 15-12 |
| 24-04  | Caguas - Carolina | 3-1 | 25-12, 26-24, 22-25, 25-18        |

| Gara 4 |                   |     |                                   |
|        |                   |     |                                   |
| 25-04  | Mayagüez - Ponce  | 3-2 | 26-24, 20-25, 25-19, 18-25, 15-12 |
| 26-04  | Carolina - Caguas | 1-3 | 18-25, 25-21, 20-25, 20-25        |

| \| Gara 5 \| \| \| \| \| \| \| \| \| \| 27-04 \| Ponce - Mayagüez \| 3-1 \| 25-17, 21-25, 25-21, 27-25 \| |                  |     |                            |
| Gara 5 |                  |     |                            |
| |                  |     |                            |
| 27-04 | Ponce - Mayagüez | 3-1 | 25-17, 21-25, 25-21, 27-25 |

#### Finale
| Gara 1 |                |     |                            |
|        |                |     |                            |
| 01-05  | Ponce - Caguas | 1-3 | 22-25, 14-25, 25-17, 16-25 |

| Gara 2 |                |     |                            |
|        |                |     |                            |
| 04-05  | Caguas - Ponce | 1-3 | 25-17, 23-25, 16-25, 22-25 |

| Gara 3 |                |     |                                   |
|        |                |     |                                   |
| 06-05  | Ponce - Caguas | 2-3 | 15-25, 20-25, 25-21, 25-23, 10-15 |

| Gara 4 |                |     |                                   |
|        |                |     |                                   |
| 08-05  | Caguas - Ponce | 3-2 | 25-21, 22-25, 27-25, 14-25, 15-10 |

| Gara 5 |                |     |                     |
|        |                |     |                     |
| 10-05  | Ponce - Caguas | 3-0 | 25-20, 25-23, 25-14 |

| Gara 6 |                |     |                     |
|        |                |     |                     |
| 13-05  | Caguas - Ponce | 3-0 | 25-11, 25-18, 25-18 |

|  | Semifinali           | Semifinali           | Semifinali           | Semifinali           | Semifinali           | Semifinali | Semifinali | Semifinali | Semifinali |  |  | Finale | Finale             | Finale             | Finale | Finale | Finale | Finale | Finale | Finale |  |
|  |                      |                      |                      |                      |                      |            |            |            |            |  |  |        |                    |                    |        |        |        |        |        |        |  |
|  | Leonas de Ponce      | Leonas de Ponce      | Leonas de Ponce      | Leonas de Ponce      | 3                    | 3          | 3          | 2          | 3          |  |  |        |                    |                    |        |        |        |        |        |        |  |
|  | Indias de Mayagüez   | Indias de Mayagüez   | Indias de Mayagüez   | Indias de Mayagüez   | 1                    | 1          | 2          | 3          | 1          |  |  | 1      | Leonas de Ponce    | Leonas de Ponce    | 1      | 3      | 2      | 2      | 3      | 0      |  |
|  | Criollas de Caguas   | Criollas de Caguas   | Criollas de Caguas   | Criollas de Caguas   | Criollas de Caguas   | 3          | 3          | 3          | 3          |  |  | 2      | Criollas de Caguas | Criollas de Caguas | 3      | 1      | 3      | 3      | 0      | 3      |  |
|  | Gigantes de Carolina | Gigantes de Carolina | Gigantes de Carolina | Gigantes de Carolina | Gigantes de Carolina | 1          | 2          | 1          | 1          |  |  |        |                    |                    |        |        |        |        |        |        |  |

## Premi individuali
| Premio                   | Giocatrice       | Squadra               |
| ------------------------ | ---------------- | --------------------- |
| MVP dell'All-Star Game   | Legna Hernández  | Leonas de Ponce       |
| MVP della Regular Season | Airial Salvo     | Leonas de Ponce       |
| MVP delle finali         | Shara Venegas    | Criollas de Caguas    |
| Miglior palleggiatrice   | Natalia Valentín | Leonas de Ponce       |
| Rising star              | Legna Hernández  | Leonas de Ponce       |
| Miglior esordiente       | Janeliss Torres  | Leonas de Ponce       |
| Migliore allenatore      | José Mieles      | Leonas de Ponce       |
| All-Star Team            | Natalia Valentín | Leonas de Ponce       |
| All-Star Team            | Airial Salvo     | Leonas de Ponce       |
| All-Star Team            | Stephanie Niemer | Gigantes de Carolina  |
| All-Star Team            | Falyn Fonoimoana | Criollas de Caguas    |
| All-Star Team            | Yasary Castrodad | Orientales de Humacao |
| All-Star Team            | Dulce Téllez     | Mets de Guaynabo      |
| All-Star Team            | Debora Seilhamer | Lancheras de Cataño   |

## Statistiche
| Punti totali | Punti totali     | Punti totali | Punti totali          |
| Pos.         | Nome             | Punti        | Squadra               |
| ------------ | ---------------- | ------------ | --------------------- |
| 1            | Falyn Fonoimoana | 423          | Criollas de Caguas    |
| 2            | Kim Willoughby   | 422          | Orientales de Humacao |
| 3            | Stephanie Niemer | 413          | Gigantes de Carolina  |
| 4            | Airial Salvo     | 394          | Leonas de Ponce       |
| 5            | Katherine Harms  | 358          | Gigantes de Carolina  |
| 6            | Hannah Werth     | 293          | Lancheras de Cataño   |
| 7            | Saraí Álvarez    | 287          | Indias de Mayagüez    |
| 8            | Dulce Téllez     | 286          | Mets de Guaynabo      |
| 9            | Vanessa Vélez    | 273          | Gigantes de Carolina  |
| 10           | Shirley Ferrer   | 272          | Orientales de Humacao |

| Attacchi vincenti | Attacchi vincenti | Attacchi vincenti | Attacchi vincenti     |
| Pos.              | Nome              | Punti             | Squadra               |
| ----------------- | ----------------- | ----------------- | --------------------- |
| 1                 | Kim Willoughby    | 387               | Orientales de Humacao |
| 2                 | Falyn Fonoimoana  | 373               | Criollas de Caguas    |
| 3                 | Stephanie Niemer  | 347               | Gigantes de Carolina  |
| 4                 | Airial Salvo      | 339               | Leonas de Ponce       |
| 5                 | Katherine Harms   | 308               | Gigantes de Carolina  |
| 6                 | Saraí Álvarez     | 267               | Indias de Mayagüez    |
| 7                 | Hannah Werth      | 245               | Lancheras de Cataño   |
| 8                 | Shirley Ferrer    | 241               | Orientales de Humacao |
| 9                 | Vanessa Vélez     | 239               | Gigantes de Carolina  |
| 10                | Stephanie Holthus | 234               | Mets de Guaynabo      |

| Muri vincenti | Muri vincenti      | Muri vincenti | Muri vincenti         |
| Pos.          | Nome               | Punti         | Squadra               |
| ------------- | ------------------ | ------------- | --------------------- |
| 1             | Yasary Castrodad   | 80            | Orientales de Humacao |
| 2             | Dulce Téllez       | 67            | Mets de Guaynabo      |
| 3             | Odemaris Díaz      | 55            | Gigantes de Carolina  |
| 4             | Jessica Candelario | 52            | Indias de Mayagüez    |
| 5             | Hecters Rivera     | 52            | Mets de Guaynabo      |
| 6             | Alexandra Oquendo  | 51            | Criollas de Caguas    |
| 7             | Janeliss Torres    | 45            | Leonas de Ponce       |
| 8             | Jetzabel Del Valle | 45            | Orientales de Humacao |
| 9             | Sheila Ocasio      | 44            | Valencianas de Juncos |
| 10            | Amanda Vázquez     | 44            | Indias de Mayagüez    |

| Battute vincenti | Battute vincenti     | Battute vincenti | Battute vincenti      |
| Pos.             | Nome                 | Punti            | Squadra               |
| ---------------- | -------------------- | ---------------- | --------------------- |
| 1                | Stephanie Niemer     | 44               | Gigantes de Carolina  |
| 2                | Stephanie Enright    | 25               | Criollas de Caguas    |
| 3                | Katherine Harms      | 24               | Gigantes de Carolina  |
| 4                | Legna Hernández      | 23               | Leonas de Ponce       |
| 5                | Gregner Gotay        | 17               | Lancheras de Cataño   |
| 6                | Hannah Werth         | 17               | Lancheras de Cataño   |
| 7                | Keila Rodríguez      | 17               | Mets de Guaynabo      |
| 8                | Jekaterina Stepanova | 16               | Orientales de Humacao |
| 9                | Leichelie Guzmán     | 14               | Valencianas de Juncos |
| 10               | Remy McBain          | 14               | Indias de Mayagüez    |